# Un poids sur la conscience

Un poids sur la conscience (While I Was Gone) est un téléfilm américain réalisé par Mike Robe, diffusé en 2004.

## Fiche technique
- Titre original : While I Was Gone
- Réalisation : Mike Robe
- Scénario : Alan Sharp
- Photographie : Derick V. Underschultz
- Musique : Lawrence Shragge
- Pays : États-Unis
- Durée : 120 min

## Distribution
- Kirstie Alley : Jo Beckett
- Bill Smitrovich : Révérend Daniel Beckett
- Peter Horton : Eli Mayhew
- Janaya Stephens : Cass Beckett
- Deborah Odell : Sylvia Mayhew
- Sandra Caldwell : Betty
- Rebecca Benson : Jo Beckett jeune
- Jeff Topping : Eli Mayhew jeune
- Kim Poirier : Dana Jablonski
- Ryan Kennedy : Duncan
- Shauna MacDonald : Détective Geary